# Děvky ty to znaj
Děvky ty to znaj je druhé studiové album české hudební skupiny Kabát. Bylo vydáno v roce 1993. Obal alba namaloval český ilustrátor Petr Urban. Kabát mu za to věnoval píseň "Pivrnec", jehož Urban vymyslel. Produkce se ujal Tomáš Vráb.

## Seznam skladeb
| Pořadí         | Název                     | Autor                             | Délka |
| -------------- | ------------------------- | --------------------------------- | ----- |
| 1.             | Úvod                      | Josef Vojtek                      | 0:29  |
| 2.             | Porcelánový prasata       | J. Vojtek · Milan Špalek          | 2:27  |
| 3.             | Opilci v dějinách         | Tomáš Krulich · M. Špalek         | 2:52  |
| 4.             | My jsme zamilovaný        | Ota Váňa · M. Špalek              | 3:20  |
| 5.             | Aby tě rakovina           | Radek Hurčík · M. Špalek          | 2:34  |
| 6.             | Děvky ty to znaj          | R. Hurčík · Jindřiška Vojtková    | 2:21  |
| 7.             | Pro nás není místo v ráji | R. Hurčík · M. Špalek             | 2:51  |
| 8.             | Táhni dál                 | R. Hurčík · J. Vojtková           | 2:35  |
| 9.             | Už jsou zase na koni      | T. Krulich · M. Špalek            | 2:39  |
| 10.            | Jack Daniels 1 (prolog)   | O. Váňa · M. Špalek               | 0:11  |
| 11.            | Jack Daniels 2 (epilog)   | O. Váňa · M. Špalek               | 0:12  |
| 12.            | Óda na konopí             | T. Krulich · M. Špalek            | 2:44  |
| 13.            | Joint                     | O. Váňa, J. Vojtek · M. Špalek    | 2:52  |
| 14.            | Pivrnec                   | T. Krulich, R. Hurčík · M. Špalek | 3:17  |
| 15.            | Hej moralisti             | O. Váňa · M. Špalek               | 3:22  |
| 16.            | Tak to má bejt            | J. Vojtek · M. Špalek             | 3:10  |
| 17.            | Žízeň                     | T. Krulich · M. Špalek            | 2:36  |
| 18.            | Moderní děvče             | O. Váňa · M. Špalek               | 2:26  |
| Celková délka: | Celková délka:            | Celková délka:                    | 43:04 |